# أنيتا ديكر بريكنريدج
أنيتا ديكر بريكنريدج (بالإنجليزية: Anita Decker Breckenridge) (و. – م) هي سياسية من الولايات المتحدة الأمريكية. ولدت في كنيلورث.

## التعليم
تعلمت في جامعة أريزونا.